# 安崎晓
安崎 晓（1937年3月3日—2018年5月26日）为日本的实业家。曾担任小松制作所代表取缔役社长、日本建设机械工业会会长、国家公安委员会委员等职。

## 人物
1937年出生于德島县吉野川市鴨島町。1959年3月一桥大学社会学部毕业。中国经济史专攻。1961年3月一桥大学经济学部毕业。专业为理论经济学。大学時代加入小笠原流的弓道部。
1961年4月进入小松制作所。主要在国际部门展开海外事业。贸易研修中心一期生。另外，1982年进入野村商校，与同校同期的KDD原社长西本正、原セコム会长杉町寿孝、原三和总合研究所理事长原田和明、原財務官榊原英資、原三菱商事取缔役武部晃二、原日本贸易保险理事长今野秀洋、原WOWOW会长佐久間升ニ结识，其后「八人之会」保持了交流。
1995年就任小松制作所社长。撤退了土木建设等不赚钱事业， 同时致力于 电子工学事业的发展并将其大造成与建设机械同等的经营支柱性事业。另外，在建设机械不景气的形势下，持续投资、构筑让活用IT的生产以及库存最优化得以实现的基干系统、打下了公司其后得以发展的坚实基础。
1998年11月、被日本政府授予。
2012年5月、被日本政府授予。
兴趣为高尔夫、与妻子下国际象棋。与一儿二女居住在横浜市。
2018年5月26日、在神奈川縣橫濱市去世。

## 简历
- 1937年3月 德島县吉野川市出身
- 1955年3月 東京都立新宿高等学校毕业
- 1959年3月 一橋大学社会学部毕业
- 1961年3月 一橋大学経済学部毕业
- 1961年4月 株式会社小松制作所入社
- 1981年10月 株式会社小松制作所 社长室管理部长
- 1984年2月 株式会社小松制作所 営業本部営業总务部长 兼 经销商业务部长
- 1985年3月 株式会社小松制作所 取缔役 海外事业本部副本部长 兼 业务部长
- 1985年9月 株式会社小松制作所 商事部长 兼 海外事业本部副本部长 兼 業務部长
- 1986年12月 株式会社小松制作所 总务・管财・广报宣传・关联公司・信息系统掌管 兼 经营企划室副室长 兼 关联公司部长
- 1987年5月 小松叉车有限公司 监査役
- 1987年7月 株式会社小松制作所 取缔役 经营企划室副室长 兼 営業本部副本部长
- 1987年10月 株式会社小松制作所 取缔役 営业本部长
- 1988年8月 株式会社小松制作所 取缔役 営业本部长
- 1988年11月 株式会社小松制作所 常務 営业本部长 兼 地下建机事业管掌
- 1989年6月 株式会社小松制作所 常務 新事业推进管掌 兼 经营企划室长 兼 关联公司管掌
- 1990年6月 株式会社小松制作所 常務 经营企划室长 兼 新事业推进本部长
- 1991年 株式会社小松制作所 专务
- 1992年5月 株式会社小松制作所 专务 国际事业本部长 兼 建机事业本部长 兼 建机事业企划室长
- 1995年6月 株式会社小松制作所 社长
- 1996年5月 日本建設机械工业会会长
- 2001年6月 株式会社小松制作所 会长
- 2001年2月 国家公安委员会委员
- 2003年6月 株式会社小松制作所 取缔役相談役
- 2005年6月 株式会社小松制作所 特別顾问
- 2007年3月 昭栄株式会社 取缔役
- 2007年7月 株式会社小松制作所 顾问
- 2008年6月 卫材株式会社 取缔役 指名委员会委员长 报酬委员会委员
- 2008年10月 東京徳島县人会会长（第10代）
  - 还曾担任财团法人日中经济协会副会长、财团法人日本花之会理事长、立川国际乡村俱乐部株式会社代表取缔役会长、建造花镇竞赛推进会会长等职。
- 2013年7月　安崎晓跨国企业发展研究会（页面存档备份，存于）（安崎暁グローバル企業発展研究会（页面存档备份，存于））会长
- 2018年5月 逝世

## 著作
- 安崎晓／西藤辉／渡辺智子 合著『日本式混合型经营』（日语书名：『日本型ハイブリッド経営』）钻石社、2010年
- 安崎晓主宰的“安崎暁跨国企业发展研究会”編译　『聚变』上海社会科学院出版社、2014.8

## 脚注
1. ↑  1998年5月24日, 日本经济新闻
2. ↑  1997年12月4日, 日经产业新闻1995年6月24日、日本经济新闻
3. 1 2  2005年5月10日, 日本经济新闻
4. ↑  1995年5月23日, 日本经济新闻、1995年5月23日, 日经产业新闻
5. ↑  2003年11月19日, 日经产业新闻
6. ↑  2009年6月6日本经济新闻、2001年5月7日, 日本经济新闻
7. ↑  .   [2014-09-05]. （原始内容存档于2021-02-11）.
8. ↑  .   [2014-09-05]. （原始内容存档于2014-10-06）.
9. ↑  1993年3月24日, 日本经济新闻
10. ↑  徳島新聞2008/10/13
11. ↑  コマツ元社長 安崎暁さん死去 17年末に生前葬 東京徳島県人会元会長 （页面存档备份，存于） 徳島新聞 2018年5月31日